# مؤسسة الحريري
مؤسسة الحريري هي مؤسسة غير ربحية تعنى بإعطاء منح دراسية داخل وخارج لبنان للطلبة اللبنانيين تأسست في 1979.

## وصلات خارجية
- الموقع الرسمي
- مؤسسة الحريري أمريكا